# 日産・VQエンジン
日産・VQエンジンとは、日産自動車のV型6気筒 4-OHC（片バンクあたりDOHC機構） マルチバルブのガソリンエンジン。バンク角は60度。

## 概要
日産のV型6気筒エンジンは以前からVG型・VE型があったが、それらに代わる新世代エンジンとして、1994年より生産を開始した。2020年現在でも日産車の中級・上級ラインナップにおける主力エンジンとなっている。また、現在では、一部が提携先のルノーやその傘下であるルノーサムスンの上級車種にも使われている（この場合、数字の後のアルファベットが付かず、「VQ25」などと表記される）。
単に性能が優れているだけでなく、良好な生産性と広い汎用性をも兼ね備えた完成度の高いエンジンで、量産型エンジンとしての大きな成功を収めてきた。評価の一例であるが、アメリカのWard's AutoWorld magazine社が毎年選出する10 best engineには、1995年～2008年まで14年連続で選出された。この記録は選出回数、連続記録ともに世界一の快挙である。また定期的なメンテナンスを受けたVQ25DEが102万kmの走行に耐えた事例があるなど、高い耐久性や信頼性も証明されている。
最初に搭載された車種は4代目マキシマ（日本国内の場合は2代目セフィーロ）で、それ以降日産の上級車種に採用されているほか、現在ではRB系エンジンの後継も兼ねる形となっている。2,000ccから4,000ccまでの幅広いラインナップを用意し、全タイプDOHC仕様でカムシャフトはタイミングチェーンによる駆動となる。通常型インジェクション仕様のほか、直噴仕様（NEO-Di）の設定もある。前者は日産のエンジン型式ルールにより「E」、後者は「D」がつく。基本的にプレミアムガソリン仕様であるが、3代目セフィーロ最終型（2001年以降）のVQ20DEと初代ティアナのVQ23DE、エルグランドおよび2代目ティアナに搭載されているVQ25DEは中級車の下位レンジに搭載されるという事情から、経済性を配慮してレギュラーガソリン仕様となっている。
日産はVQエンジンの生産に当たって、福島県いわき市にVQエンジン専用のいわき工場を建設。2004年からはアメリカ・テネシー州にあるデカード工場で、2007年から日産工機で、2011年からは東風日産花都工場においてもVQエンジンを一貫生産するようになった。VQエンジンは生産性と汎用性が高い反面、高い精密性と製造技術を要するため、一貫生産できるのは世界でもこの4工場のみである。
なお、12代目スカイラインに搭載するにあたって設計を改めたものは「VQHRエンジン」として区別される。
対抗するクラスのエンジンとしてトヨタのGRエンジンやホンダのJ型エンジンがある。

## バリエーション

### VQエンジン

#### VQ20DE
- タイプ：V型6気筒 DOHC（4-OHC） 24バルブ
- 排気量：1,995cc
- 内径×行程：76.0mm×73.3mm
- 圧縮比：9.5 - 10.0

出力・トルク
- (1) 114kW (155PS) /6,400rpm 186N·m (19.0kg·m) /4,400rpm
- (2) 117kW (160PS) /6,400rpm 196N·m (20.0kg·m) /4,400rpm
- (3) 110kW (150PS) /6,400rpm 186N·m (19.0kg·m) /4,400rpm

主な搭載車種
- 1994 - 2002 日産・セフィーロ A32、A33
  - 1995 - 1999 マキシマQX（セフィーロの輸出名） A32
  - 1998 -2005 ルノーサムスン・SM5 A32

VQ20DEは、セフィーロのみに搭載され、販売比率の多くを占めた。1994年デビューの2代目では当時のライバルトヨタ・マークIIを凌ぐ(1)の出力・トルクを発揮。1998年登場の3代目では、燃費性能の向上を狙い、リーンバーン化し、出力・トルクも(2)となったが、2001年の改良後の最終型では排ガス規制に対応するため、リーンバーンをやめ、経済性を重視したレギュラーガソリン仕様となり、出力・トルクは(3)となった。

#### VQ23DE
- タイプ：V型6気筒 DOHC（4-OHC） 24バルブ CVTC
- 排気量：2,349cc
- 内径×行程：85.0mm×69.0mm
- 圧縮比：9.8

出力・トルク
- (1) 127kW (173PS) /6,000rpm 225N·m (22.9kg·m) /4,400rpm

主な搭載車種
- 2003 - 2008 日産・ティアナ J31
- 2004-2011 ルノーサムスン・SM7 EX2

初代ティアナと初代SM7のみに搭載されているエンジン。もともと前者はローレルとセフィーロの統合車種として（後者はSM5の上級車種として）誕生した経緯から、メインの2.5Lだけではなく、販売の多くを占めていた2.0Lユーザーも無視できない観点から、2.0Lと2.5Lの中間的な排気量とし、経済性の高いレギュラーガソリン仕様とすることで、2.0Lと2.5Lユーザーの双方を囲い込むことを狙った。なお、SM7の場合、VQ23DEではなく「NEO VQ23」と呼称されていた。

#### VQ25系

##### VQ25DE
ルノー/ルノーサムスンでは「V4U」と呼称される。
- タイプ：V型6気筒 DOHC（4-OHC） 24バルブ CVTC
- 排気量：2,495cc
- 内径×行程：85.0mm×73.3mm
- 圧縮比：9.8 - 10.3

出力・トルク
- (1) 140kW (190PS) /6,400rpm 235N·m (24.0kg·m) /4,000rpm
- (2) 154kW (210PS) /6,400rpm 265N·m (27.0kg·m) /4,400rpm
- (3) 136kW (186PS) /6,000rpm 232N·m (23.7kg·m) /3,200rpm
- (4) 136kW (185PS) /6,000rpm 232N·m (23.7kg·m) /4,400rpm

主な搭載車種
- 1994 - 1998 日産・セフィーロ  A32
  - 1998 -2005 ルノーサムスン・SM5  A32
- 1997 - 1999 日産・レパード  JY33
- 1997 - 1999 日産・セドリック、グロリア  Y33
- 2004 - 2007日産・フーガ
- 2004 - 2010 日産・エルグランド  E51
- 2008 - 2014 日産・ティアナ  J32
- 2010 - 2012 ルノーサムスン・SM5  L43
  - 2010 - ルノー・ラティテュード  L43
- 2011 - ルノーサムスン・SM7  L47
  - 2012 - ルノー・タリスマン

1994年に2代目セフィーロに初搭載。当時の出力・トルクは (1) であった。このエンジンはその後、セドリック、グロリア、レパードなどのFR系にも同スペックのものが搭載されていたが、直噴仕様の登場により、1999年以降一時的に姿を消す。しかし、直噴+リーンバーン化はカタログ数値の燃費は良くなるが、実用面では低回転域のトルクが細い傾向にあり、結果的に燃費はそれほど向上せず、また厳しくなる排出ガス規制に適合させるのも多額の費用がかかるため、2004年より再度このエンジンが起用されている。フーガで復活搭載した際の出力・トルクは (2) となっているが、エルグランドに搭載されているものは、ライバルのトヨタ・アルファード2.4Lの好調な販売に押され追加したもので、経済性を重視したレギュラーガソリン仕様としているため、出力・トルクは (3) となっている。FF車用はJ32ティアナで10年ぶりに復活し、出力・トルクは (4) となっている。こちらもレギュラーガソリン仕様となっているため、出力・トルクは(1)と比べると若干落ちている。ルノーやルノーサムスンにおいては「VQ25」と呼称される。

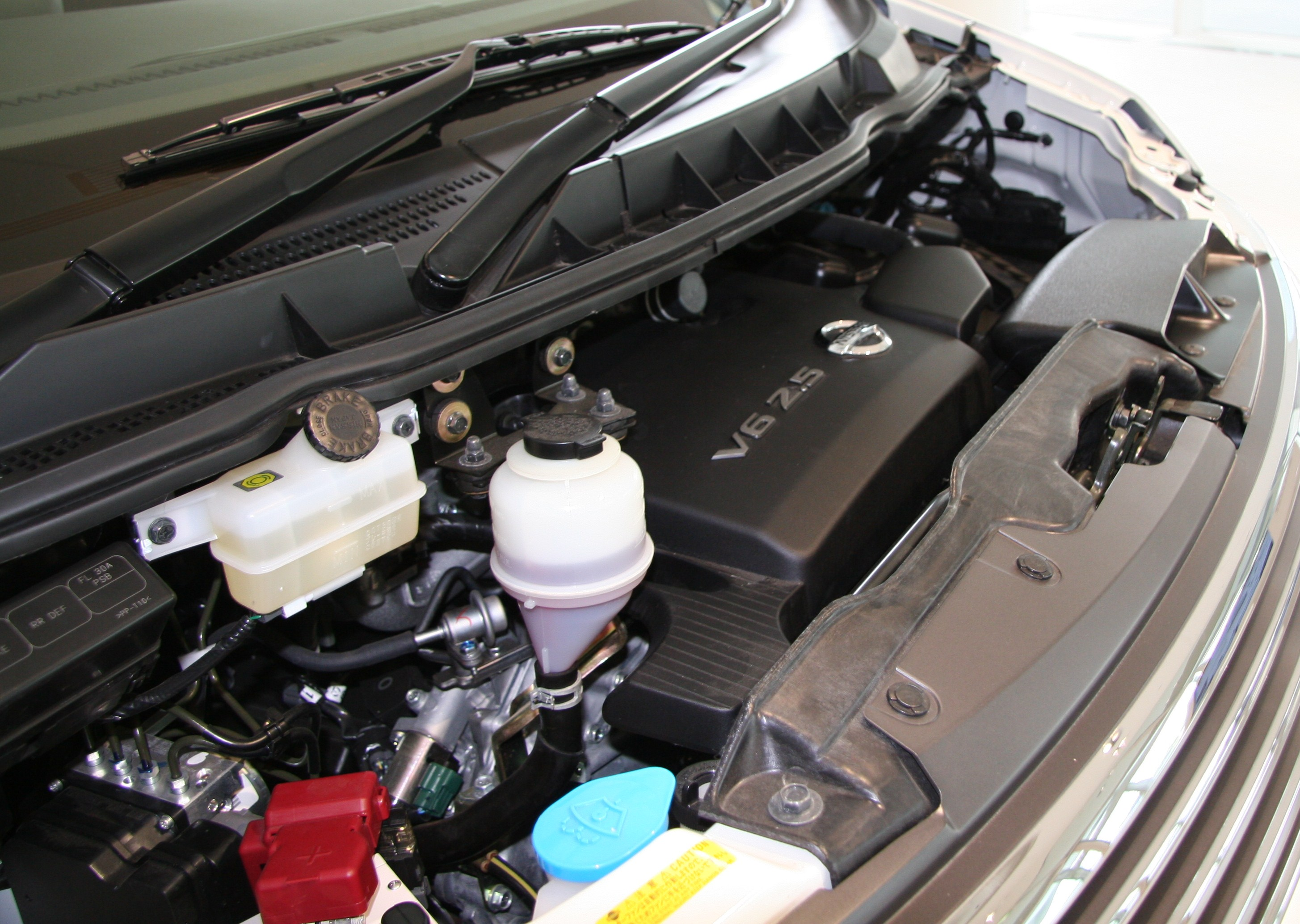
VQ25DE
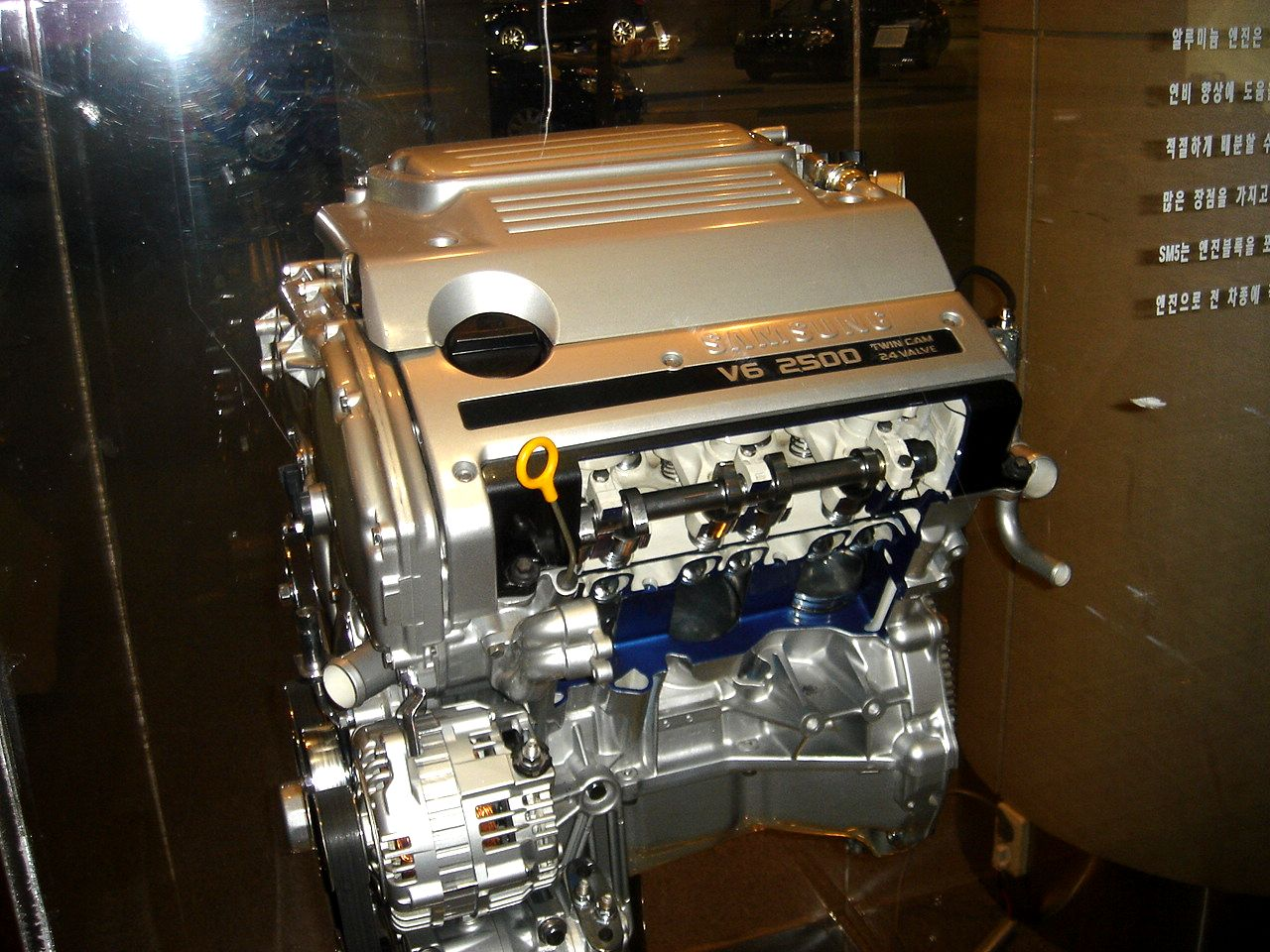
初代SM5用 VQ25
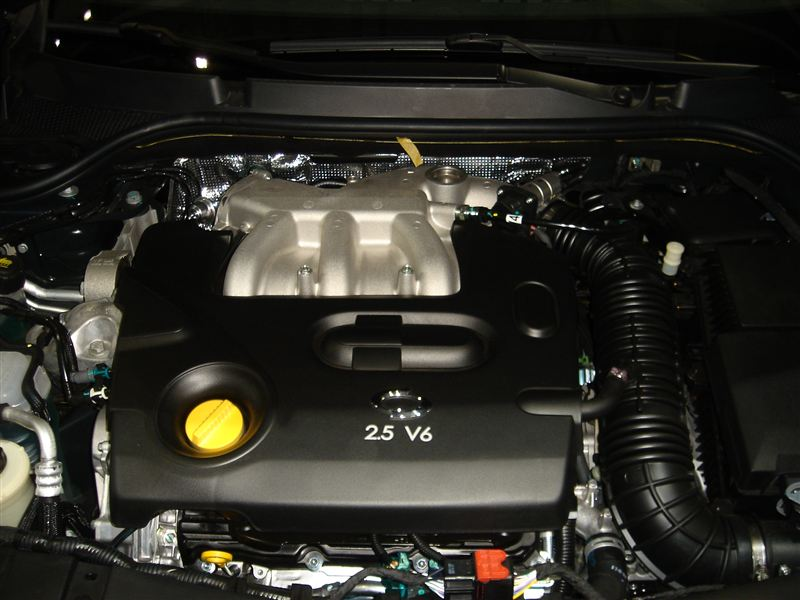
3代目SM5用 VQ25

##### VQ25DD

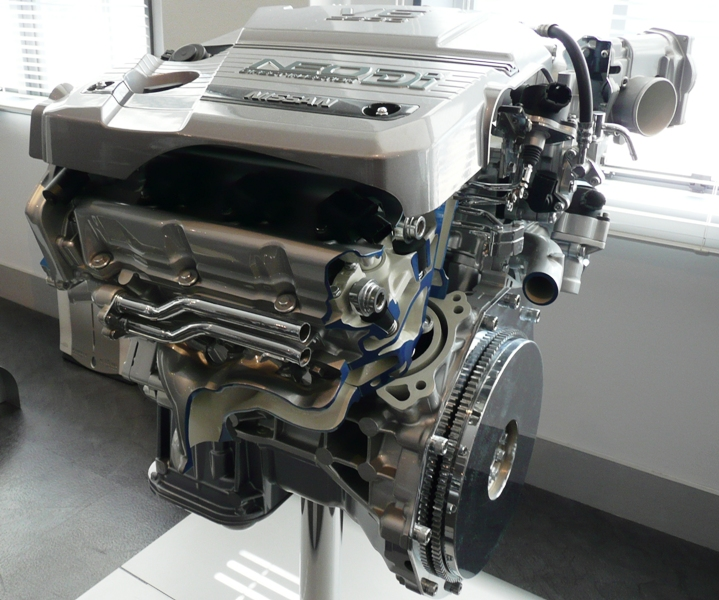
VQ25DD

- タイプ：V型6気筒 DOHC（4-OHC） 24バルブ eVTC (NEO-Di)
- 排気量：2,495cc
- 内径×行程：85.0mm×73.3mm
- 圧縮比：11.0 - 11.3

出力・トルク
- (1) 154kW (210PS) /6,400rpm 265N·m (27.0kg·m) /4,400rpm (非eVTC)
- (2) 158kW (215PS) /6,400rpm 270N·m (27.5kg·m) /4,400rpm

主な搭載車種
- 1999 - 2002 日産・セフィーロ A33 (1)
- 1999 - 2004 日産・セドリック、グロリア Y34 (1)
- 2001 - 2006 日産・スカイライン V35 (2)
- 2001 - 2007 日産・ステージア M35 (2)

VQ25DDは、1998年登場の3代目セフィーロで初登場。当時の直噴エンジン流行の流れに乗り、高出力・低燃費を売りにデビューした。出力・トルクは (1) であったが、2001年にデビューしたV35スカイライン、M35ステージアには、(2) の出力・トルクを発揮する仕様を設定している。

##### VQ25DET
- タイプ：V型6気筒 DOHC（4-OHC） 24バルブ CVTC インタークーラーターボ
- 排気量：2,495cc
- 内径×行程：85.0mm×73.3mm
- 圧縮比：8.5

出力・トルク
- 206kW (280PS) /6,400rpm 406N·m (41.5kg·m) /3,200rpm

主な搭載車種
- 2001 - 2004 日産・ステージア M35

2001年登場の2代目ステージアでデビューを果たした2.5Lのターボ仕様。当時少なくなっていたターボラグが大きい「ドッカンターボ」型。ただ、搭載車種が1車種だけだったため台数が出なかったことや、排出ガス規制などといった環境性能に気を遣う時代の趨勢などにより、わずか3年間で生産終了してしまった。

#### VQ30系

##### VQ30DE

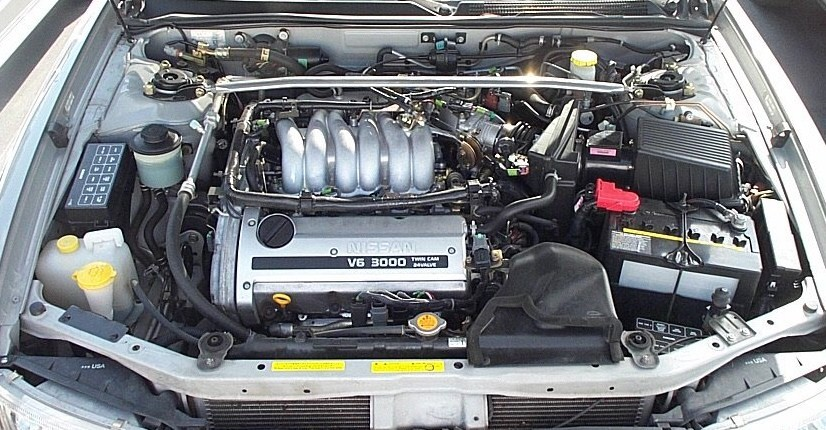
VQ30DE（A32型セフィーロ）

- タイプ：V型6気筒 DOHC（4-OHC） 24バルブ
- 排気量：2,987cc
- 内径×行程：93.0mm×73.3mm
- 圧縮比：10.0

出力・トルク
- (1) 162kW (220PS) /6,400rpm 280N·m (28.5kg·m) /4,400rpm
- (2) 142kW (193PS)
- (3) 166kW (226PS)

主な搭載車種
- 1994 - 1998 セフィーロ A32
- 1995 - 1999 日産・QX (セフィーロの輸出名) A32
- 1995 - 1999 セドリック / グロリア Y33
- 1995 - 1999 マキシマ (北米販売車) (2)
- 1996 - 1999 インフィニティ・I30 (北米販売車) (2)
- 1996 - 1997 レパード JY33
- 1998 - 2002 バサラ
- 1998 - 2002 プレサージュ
- 2000 - 2001 マキシマ (北米販売車) (3)
- 2000 - 2001 インフィニティ・I30 (北米販売車) (3)

1994年にセフィーロで初登場したVQ30DEは多くの車種に搭載された。しかし、直噴仕様の登場や徐々に3.5Lへ移行していったために出力・トルクは(1)のまま、最終型のプレサージュ、バサラ（2002年）まで変更はなかった。

##### VQ30DD
- タイプ：V型6気筒 DOHC（4-OHC） 24バルブ eVTC (NEO-Di)
- 排気量：2,987cc
- 内径×行程：93.0mm×73.3mm
- 圧縮比：11.0

出力・トルク
- (1) 169kW (230PS) /6,400rpm 294N·m (30.0kg·m) /4,000rpm（非eVTC）
- (2) 177kW (240PS) /6,400rpm 309N·m (31.5kg·m) /3,600rpm
- (3) 191kW (260PS) /6,400rpm 324N·m (33.0kg·m) /4,800rpm

主な搭載車種
- 1997 - 1999 レパード JY33
- 1999 - 2004 セドリック / グロリア Y34
- 2001 - 2004 スカイライン V35
- 2001 - 2004 ステージア M35

1997年に日産初の直噴エンジンとしてY33レパードに初搭載。そのときの出力・トルクは (1) であったが、その後、セドリック、グロリアに搭載されたときには (2) に向上。2001年に登場したV35スカイラインでは、さらにパワーアップされ、(3) の出力・トルクを発揮するに至り、国内最強のスペックを誇った。現在は排出ガス規制などの関係で3.5Lに移行し、生産は終了している。

##### VQ30DET
- タイプ：V型6気筒 DOHC（4-OHC） 24バルブ インタークーラーターボ
- 排気量：2.987cc
- 内径×行程：93.0mm×73.3mm
- 圧縮比：9.0

出力・トルク
- (1) 199kW (270PS) /6,000rpm 368N·m (37.5kg·m) /3,600rpm
- (2) 206kW (280PS) /6,000rpm 387N·m (39.5kg·m) /3,600rpm

主な搭載車種
- 1995 - 1999 セドリック、グロリア Y33
- 1996 - 1999 レパード JY33
- 1996 - 2001 シーマ FY33
- 1999 - 2004 セドリック、グロリア Y34
- 2001 - 2007 シーマ F50

VQ30DEをベースに、インタークーラーターボチャージャーを採用したエンジン。搭載車種が高級セダンに限られていることもあり、それに相応しい大排気量自然吸気エンジンを思わせるマイルドなセッティング。VQ25DETに比べると、かなり紳士的なターボエンジンといえる。Y33系のセドリック、グロリアで登場。当時の出力・トルクは (1) だったが、Y34系で平成12年排出ガス規制に適合させながら (2) に向上した。シーマに搭載されていたが、平成17年排出ガス規制に適合しないため生産を終了。最後まで生産されたターボ仕様である。

#### VQ35DE

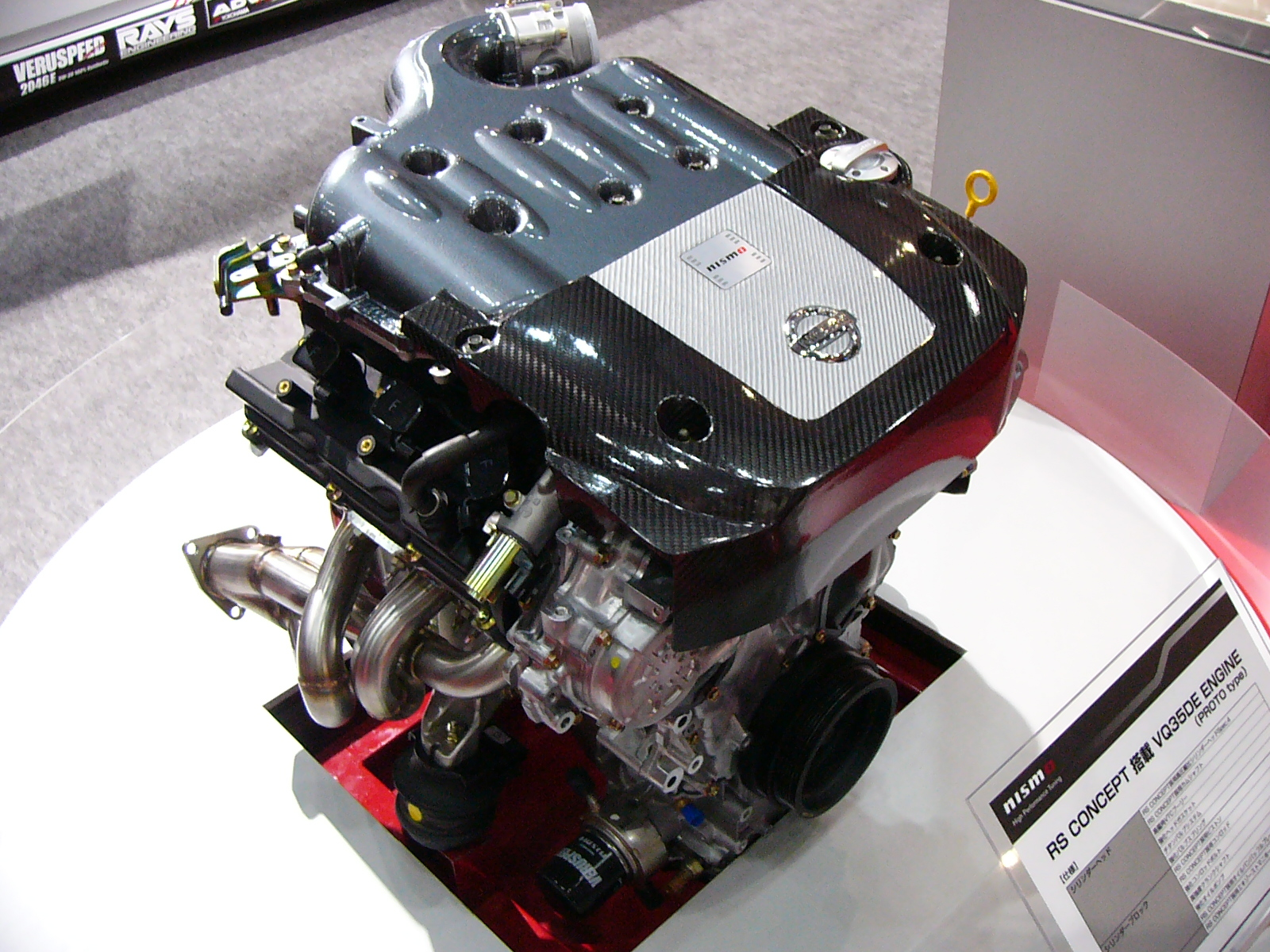
VQ35DE
（Z33型フェアレディZ）

ルノー/ルノーサムスンでは「V4Y」と呼称される。
- タイプ：V型6気筒 DOHC（4-OHC） 24バルブ CVTC
- 排気量：3,498cc
- 内径×行程：95.5mm×81.4mm
- 圧縮比：10.0 - 10.3

出力・トルク
- 国内仕様
  - (1) 177kW (240PS) /6,000rpm 353N·m (36.0kg·m) /3,200rpm
  - (2) 200kW (272PS) /6,000rpm 353N·m (36.0kg·m) /4,800rpm
  - (3) 206kW (280PS) /6,200rpm 363N·m (37.0kg·m) /4,800rpm
  - (4) 216kW (294PS) /6,400rpm 350N·m (35.7kg·m) /4,800rpm
  - (5) 170kW (231PS) /5,600rpm 333N·m (34.0kg·m) /2,800rpm
  - (6) 185kW (252PS) /6,000rpm 335N·m (34.2kg·m) /4,400rpm
  - (7) 232kW (315PS)
  - (8) 191kW (260PS)
- 海外仕様
  - 275PS/6,200rpm 37.0kg·m/4,800rpm

主な搭載車種
- 2001 - 2004 日産・パスファインダー
- 2002 - 2004 日産・マキシマ
- 2002 - 2008 日産・フェアレディZ Z33
- 2002 - 2006 日産・スカイライン V35
- 2004 - 2007 日産・フーガ
- 2003 - 日産・ティアナ
- 2003 - 日産・プレサージュ
- 2000 - 日産・エルグランド E50（後期型 - ）
  - 2000 - いすゞ・フィリー（後期型 - ）
- 2001 - 日産・パラメディック
- 2004 - 日産・クエスト
- 日産・ムラーノ
- 日産・アルティマ
- インフィニティ・FX35
- インフィニティ・G35
- インフィニティ・I35
- 日産・ステージア M35
- インフィニティ・M35
- 2004 - ルノーサムスン・SM7
  - 2012 -　ルノー・タリスマン
- 2001 - 2009　ルノー・ヴェルサティス
- 2003 - 2015　ルノー・エスパス
- 2011 - 2015　ルノー・ラティテュード

2000年にエルグランドに初搭載された3.5Lエンジン。大排気量らしい豊かなトルクと、素性のよさで、日産の中心的なエンジンとして国内外の幅広い車種に採用されている。ただ、日本国内においては3.5Lという排気量は大きく、3.0Lの復活を望む声も聞かれる。
出力・トルクは (1) がエルグランド、高規格救急車のもの。(2) がスカイライン、ステージアに搭載されているもの、(3) がフェアレディZ、スカイラインクーペ、フーガ、E52型エルグランドに搭載されているもの、(4) がフェアレディZ（2005年9月～2007年1月/6MTのみ）、(5) がFF向けでティアナ（現行型は (6) ）、ムラーノ（現行型は (8) ）、プレサージュに搭載されているものである。なお、ルノーやルノーサムスンでは「VQ35」と呼称される（初代SM7のみ「NEO VQ35」）。

#### VQ35DD
- タイプ：V型6気筒 DOHC（4-OHC） 24バルブ CVTC
- 排気量：3,498cc
- 内径×行程：95.5mm×81.4mm
- 圧縮比：11.0

出力・トルク
- (1) 212 kW (288 PS) / 6,400 rpm 351 N⋅m (35.8 kg⋅m) / 4,800 rpm
- (2) 220 kW (299 PS) / 6,400 rpm 366 N⋅m (37.3 kg⋅m) / 4,800 rpm

主な搭載車種
- 2018 - 日産・パスファインダー
- 2018 - インフィニティ・QX60

#### VQ38DD
- タイプ：V型6気筒 DOHC（4-OHC） 24バルブ CVTC
- 排気量：3,799cc
- 内径×行程：95.5mm x 88.4mm
- 圧縮比：11.0

出力・トルク
- (1) 194 kW (264 PS) 381N·m (38.8kg·m) [6]
- (2) 231 kW (314 PS) /6,400rpm 381N·m (38.8kg·m) /4,400rpm

主な搭載車種
- (1) 2020 - 2021 日産・フロンティア D40[7]
- (2) 2021 - 日産・フロンティア D41[8]

#### VQ40DE

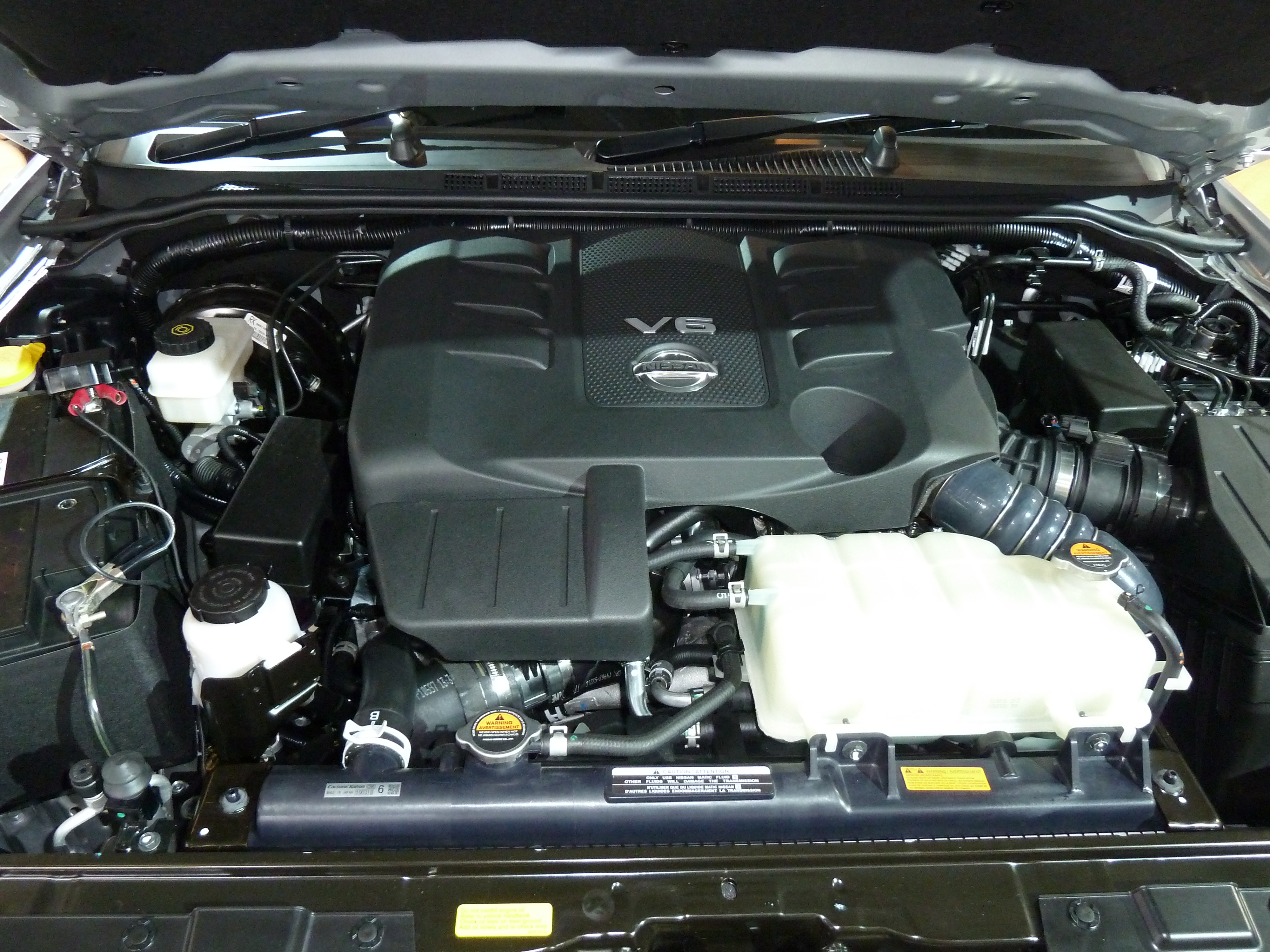
VQ40DE

- タイプ：V型6気筒 DOHC（4-OHC） 24バルブ CVTC
- 排気量：3.954cc
- 内径×行程：95.5mm×92.0mm
- 圧縮比：9.7

出力・トルク
- (1) 201kW (273PS) /5,600rpm 395N·m (40.3kg·m) /4,000rpm

主な搭載車種
- 2005 - 日産・フロンティア
- 2005 - 日産・パスファインダー
- 2009 - 2012　スズキ・イクエーター

北米向けの大型SUVに搭載されるVQエンジン最大の排気量を持つエンジン。日本国内では搭載車種は販売されていない。

#### VQ30DETT
レース用エンジン

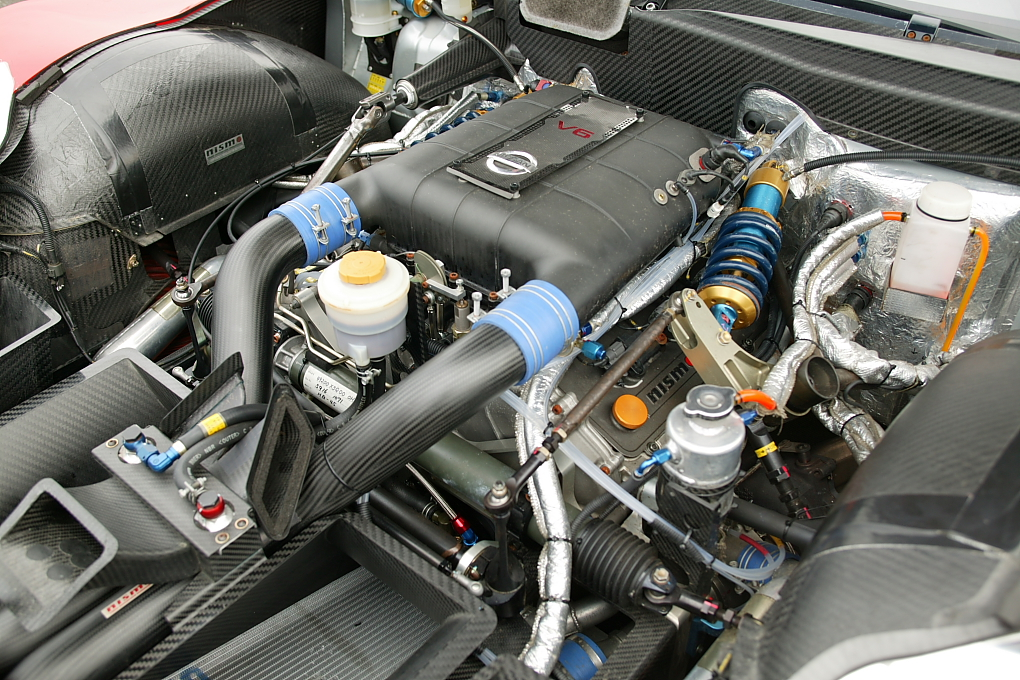
VQ30DETT

- タイプ：V型6気筒 DOHC（4-OHC） 24バルブ インタークーラーツインターボ
- 排気量：2.987cc
- 内径×行程：93.0mm×73.3mm（2003年まで） 88.0mm×81.4mm（2004年から）

2002年度全日本GT選手権（現在のSUPER GT）にて当時GT500に参戦中のスカイラインGT-Rを車両全体をより低重心にさせ、運動性能の上昇を図るため、ベースとなるエンジンのVQ30DETを改良し、競技用エンジンとして中盤に投入された。それ以降2004年からボア・ストロークを見直したうえで2007年第2戦までGT500にてVQ30DETTが使用された。

### VQHRエンジン
2006年にデビューのV36スカイラインでデビューした新世代VQエンジン。VQ型を名乗っているが、ブロックデッキの高さを延長する等の変更がなされており、80%以上を新設計した事実上の新開発エンジンである。
「HR」とはハイレスポンス、ハイレボリューションを意味する。これまでのVQ35DEでは高回転域で吸気が追いつかなくなる欠点の見直しと、ブロックデッキ寸法の変更でコンロッドを長くし、連桿比の改善によりピストン横圧の低減を図った。従来型比で1,200回転のレブリミットの引き上げとなり、高回転まで胸のすく吹け上がりを実現した。出力・トルクだけでなく、環境性能や燃費性能も大幅に向上している。また世界初となる水素フリーDLCコーティングバルブリフターを採用し、専用オイルとの組み合わせでカム-バルブリフター間のフリクションを従来比で約40%低減している。

#### VQ25HR

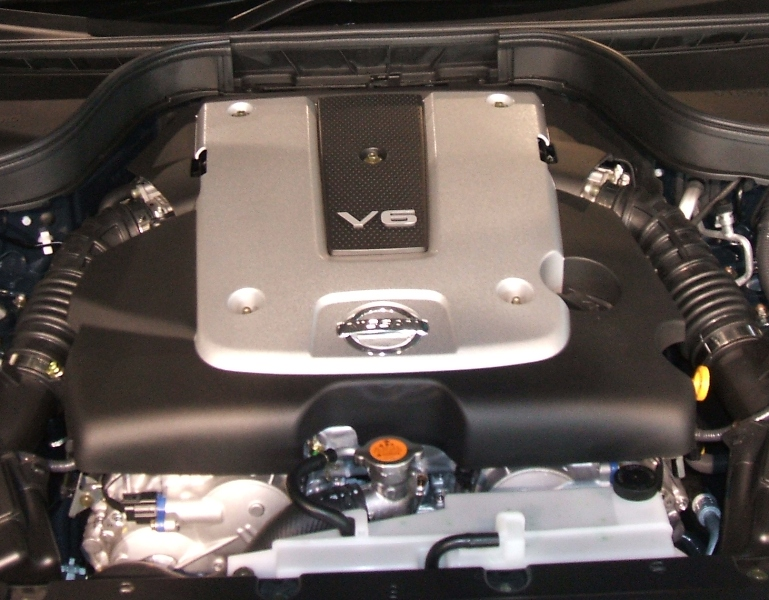
VQ25HR

- タイプ：V型6気筒 DOHC（4-OHC） 24バルブ eVTC
- 排気量：2,495cc
- 内径×行程：85.0mm×73.3mm
- 圧縮比：10.3

出力・トルク
- (1) 165kW (225PS) /6,800rpm 263N·m (26.8kg·m) /4,800rpm
- (2) 164kW (223PS) /6,800rpm 263N·m (26.8kg·m) /4,800rpm
- (3) 164kW (225PS) /6,800rpm 258N·m (26.3kg·m) /4,800rpm

主な搭載車種
- (1)  2006 -2009 日産・スカイライン V36
- (2)  2007 -2009 日産・フーガ Y50
- (3)  2010 -2014 日産・スカイライン V36
- (3)  2009- 日産・フーガ Y51
  - (3)  2012 -2016 三菱・プラウディア BY51